# 짤방
짤방은 재미있거나 흥미를 끄는 간단한 사진(또는 움직이는 사진, 움짤)을 말하는 신조어이며  주로 jpg, png, gif 형식으로 인터넷 커뮤니티와 같은 인터넷 공간에서 공유된다. 짤로 줄여서 사용되기도 한다.

## 유래
과거 디시인사이드가 디지털 카메라 관련 사이트였을 때는 글을 올리려면 무조건 사진이 한 장 이상 첨부되어야 했다. 게다가 신고 사유 중에서도 '사진 없음'이 존재했다. 2002년 후반부터 사용자들은 자신의 사진 없는 글이 삭제되는 것을 피하기 위해 인터넷에서 가져온 사진들을 큰 의미 없이 붙였다. 이에서 글이 짤리는 것을 방지하기 위해 붙인 사진이라고 해 '짤방'으로 줄여 사용했다. 이후, 각 갤러리에서는 '자동 짤방'을 설정해 놓아 글을 쓸 때 사진이 없다면 자동으로 붙게 만들었다. 여기서부터 짤방의 본래 의미는 거의 희석되었다.
2022년 현재는 의미가 많이 희석되어 단지 '재미있거나 흥미를 끄는 사진' 정도의 의미로 굳어졌으며, 짤방 대신 짤이라고 할 때가 많다.

## 파생 표현
짤방을 줄인 '짤' 앞에 단어를 붙여 2~3글자의 말을 만들기도 한다. 예시로 웃짤(웃긴 짤), 야짤(야한 짤), 움짤(움직이는 짤), 혐짤(혐/보기 싫은 짤) 등이 있다.

## 같이 보기
- 인터넷 밈